# Deitingen
Deitingen (toponimo tedesco) è un comune svizzero di 2 215 abitanti del Canton Soletta, nel distretto di Wasseramt.

## Infrastrutture e trasporti
Deitingen è servita dall'omonima stazione sulla ferrovia Losanna-Olten.